# Stabilisierungsfaktor

## Absoluter Stabilisierungsfaktor
Der absolute Stabilisierungsfaktor G oder auch Glättungsfaktor G gibt das Verhältnis der (absoluten) Eingangsspannungsänderung {\displaystyle {\Delta U_{\mathrm {e} }}} zur Ausgangsspannungsänderung {\displaystyle {\Delta U_{\mathrm {a} }}} einer Spannungsstabilisierung an:
{\displaystyle G={\frac {\Delta U_{\mathrm {e} }}{\Delta U_{\mathrm {a} }}}}.
Viele elektronische Schaltungen benötigen eine möglichst konstante Versorgungsspannung. Dies kann beispielsweise dadurch erreicht werden, dass die Last parallel zu einer Z-Diode geschaltet wird, die als Spannungsstabilisator dient.

## Relativer Stabilisierungsfaktor
Weiterhin wird auch ein relativer bzw.  normierter Stabilisierungsfaktor S definiert. Er gibt an, wie viel Mal größer die relative Eingangsspannungsänderung {\displaystyle {\frac {\Delta U_{\mathrm {e} }}{U_{\mathrm {e} }}}} als die relative Ausgangsspannungsänderung {\displaystyle {\frac {\Delta U_{\mathrm {a} }}{U_{\mathrm {a} }}}} ist:
{\displaystyle S={\frac {\frac {\Delta U_{\mathrm {e} }}{U_{\mathrm {e} }}}{\frac {\Delta U_{\mathrm {a} }}{U_{\mathrm {a} }}}}={\frac {U_{\mathrm {a} }}{U_{\mathrm {e} }}}G}.

## Allgemeines
Ein hoher Stabilisierungsfaktor zeichnet sich dadurch aus, dass die Ausgangsspannung nur wenig schwankt, wenn man die Versorgungsspannung oder die Belastung ändert. Je steiler die i-u-Kennlinie der Z-Diode, desto geringer die Schwankungen. Dies entspricht einem sehr kleinen differentiellen Widerstand im Arbeitspunkt.
Die Temperaturabhängigkeit kann vielfach so klein gehalten werden, dass sie die Stabilisierungseigenschaften nicht beeinflusst. Z-Dioden unter 8 V haben negative und über 8 V positive Temperaturkoeffizienten. Eine kombinierte Reihenschaltung zur gewünschten Z-Spannung minimiert den Temperatureinfluss.